# Sterlina sudanese
La Sterlina sudanese anche Lira sudanese (in arabo,
جنيه سوداني) è la moneta avente corso legale in Sudan  e, momentaneamente, nel Sudan del Sud. La Sterlina sudanese è stata utilizzata due volte nella storia del paese, una prima volta durante la dominazione anglo-egiziana del paese fino al 1992, ed una seconda a partire 10 gennaio 2007. Dal 1992 al 2007 la moneta era stata sostituita dal Dinaro sudanese, il cui valore era agganciato a quello del dinaro libico.

## Prima sterlina sudanese (codice ISO SDP)
La prima moneta a circolare in Sudan fu la sterlina egiziana, che ebbe corso legale fino al 1956, anno d'introduzione della sterlina sudanese. Il cambio era inizialmente di uno ad uno. La sterlina era divisa in 100 piastre in arabo qirush, قروش, al singolare qirsh, قرش, ognuno diviso in 10 milim مليم. La sterlina fu rimpiazzata dal dinaro sudanese al tasso di cambio di 1 dinaro per 10 sterline.
Mentre il dinaro veniva usato nel nord del paese, nel sud continuava ad essere usata la sterlina mentre a Rumbek e a Yei veniva usato lo scellino keniota, soprattutto nel campo del trasporti e della ristorazione.

## Seconda sterlina sudanese
Secondo il trattato di pace fra il governo della Repubblica del Sudan ed il movimento di liberazione del popolo del Sudan, la banca centrale del Sudan (CBOS) deve emettere una valuta, in grado di sostituire tutte le monete presenti nel paese il prima possibile, il cui design rispecchi le differenze culturali presenti nel paese.
Il 9 gennaio 2007 è stata annunciata l'introduzione della nuova valuta, al tasso di cambio di 1 sterlina = 100 dinars. La nuova sterlina, il cui codice ISO 4217 è SDG, è divisa in 100 piastre o qirush è circolerà in 11 tagli: 1, 5, 10, 20 e 50 piastre come moneta, e 1, 2, 5, 10, 20 e 50 sterline come banconote.
Il tasso d'inflazione attualmente è stimato essere intorno al 9%.